# Gran Premio de los Países Bajos de Motociclismo de 1954
El Gran Premio de los Países Bajos de Motociclismo de 1954 fue la quinta prueba de la temporada 1954 del Campeonato Mundial de Motociclismo. El Gran Premio se disputó el 10 de julio de 1954 en el Circuito de Assen.

## Resultados 500cc
Las diferencias en la clase de 500cc volvieron a ser enormes. Geoff Duke (Gilera) ganó con un minuto y medio de ventaja sobre Fergus Anderson con la Moto Guzzi de cuatro cilindros. Ganó por poco la pelea con Carlo Bandirola (MV Agusta). Rod Coleman llegó con dos minutos por detrás de AJS E95. Como Gilera había dejado a Alfredo Milani y a Umberto Masetti en casa, había una máquina disponible para Dreikus Veer. Veer solo fue octavo y Armstrong no llegó a la meta. Debido a que Ray Amm (Norton) también se retiró, Duke seguía muy atrás en el Mundial.
| Pos.    | Piloto                 | Equipo     | Tiempo/Retirado | Puntos |
| ------- | ---------------------- | ---------- | --------------- | ------ |
| 1       | Geoff Duke             | Gilera     | 1:34"13'7       | 8      |
| 2       | Fergus Anderson        | Moto Guzzi | +1"28'5         | 6      |
| 3       | Carlo Bandirola        | MV Agusta  | +1"30'6         | 4      |
| 4       | Rod Coleman            | AJS        | +2"11'1         | 3      |
| 5       | Dickie Dale            | MV Agusta  | +2"14'0         | 2      |
| 6       | Bob McIntyre           | AJS        | +4"01'2         | 1      |
| 7       | Nello Pagani           | MV Agusta  | +5"34'7         |        |
| 8       | Dreikus Veer           | Gilera     | +5"34'9         |        |
| 9       | Jack Ahearn            | Norton     | +1 Vuelta       |        |
| 10      | Maurice Quincey        | Norton     | +1 Vuelta       |        |
| 11      | Piet Knijnenburg       | BMW        |                 |        |
| 12      | Mike O'Rourke          | Norton     |                 |        |
| 13      | Piet Bakker            | Norton     |                 |        |
| 14      | Bob Matthews           | Norton     |                 |        |
| 15      | Lo Simons              | Matchless  |                 |        |
| 16      | Cees van Burik         | Norton     |                 |        |
| 17      | Jaap Lesberts          | Matchless  |                 |        |
| 18      | Evert Carlsson         | Norton     |                 |        |
| 19      | Bill Beevers           | Norton     |                 |        |
| 20      | George Morgan          | Norton     |                 |        |
| Ret     | Ray Amm                | Norton     | Ret             |        |
| Ret     | Leo Simpson            | AJS        | Ret             |        |
| Ret     | Anton Elbersen         | Matchless  | Ret             |        |
| Ret     | Eric Houseley          | AJS        | Ret             |        |
| Ret     | Gerard Poel            | Matchless  | Ret             |        |
| Ret     | Tom McCleary           | Matchless  | Ret             |        |
| Ret     | Ken Kavanagh           | Moto Guzzi | Ret             |        |
| Ret     | Reg Armsrong           | Gilera     | Ret             |        |
| Ret     | Peter Murphy           | Matchless  | Ret             |        |
| Ret     | Peter Davey            | Norton     | Ret             |        |
| Ret     | Dennis Lashmar         | BSA        | Ret             |        |
| Ret     | Alano Montanari        | Moto Guzzi | Ret             |        |
| Ret     | Bob Keeler             | Norton     | Ret             |        |
| Ret     | Keith Campbell         | Norton     | Ret             |        |
| Ret     | Phil Heath             | Norton     | Ret             |        |
| Ret     | Heinrich Thorn-Prikker | Moto Guzzi | Ret             |        |
| Ret     | John Storr             | Norton     | Ret             |        |
| Ret     | Peter Murphy           | Matchless  | Ret             |        |
| Fuente: |                        |            |                 |        |

## Resultados 350cc
La clase de 350cc también vio subir al quinto ganador en su quinta carrera. Después de que Pierre Monneret, Rod Coleman, Ray Amm y Ken Kavanagh ganaran esta vez le tocó a la Fergus Anderson, con dos minutos y medio por delante de su compañero de establo Enrico Lorenzetti y más de tres minutos sobre Rod Coleman. Después de haber terminado segundo en el Gran Premio de Bélgica, Anderson tomó la delantera en la general del Mundial. Eso dejó la general completamente abierta: los primeros ocho podrían convertirse en campeones del mundo.
| Pos. | Piloto            | Moto       | Tiempo/Retirado | Puntos |
| ---- | ----------------- | ---------- | --------------- | ------ |
| 1    | Fergus Anderson   | Moto Guzzi | 1:15"26'5       | 8      |
| 2    | Enrico Lorenzetti | Moto Guzzi | +2"29'7         | 6      |
| 3    | Rod Coleman       | AJS        | +3"10'6         | 4      |
| 4    | Bob McIntyre      | AJS        |                 | 3      |
| 5    | Karl Hofmann      | DKW        |                 | 2      |
| 6    | Alano Montanari   | Moto Guzzi |                 | 1      |
| 7    | Leo Simpson       | AJS        |                 |        |
| 8    | Maurice Quincey   | Norton     |                 |        |
| 9    | Peter Murphy      | AJS        |                 |        |
| 10   | Peter Davey       | Norton     | + 1 Vuelta      |        |
| 11   | Bill Lomas        | MV Agusta  |                 |        |
| 12   | John Storr        | Norton     |                 |        |
| 13   | Michael O'Rourke  | AJS        |                 |        |
| 14   | Hansgunther Jäger | AJS        |                 |        |
| 15   | Piet Bakker       | Norton     |                 |        |
| 16   | Eric Houseley     | AJS        |                 |        |
| 17   | Walter Reichert   | NSU        |                 |        |
| 18   | Bill Beevers      | Norton     |                 |        |
| 19   | Arthur Wheeler    | AJS        |                 |        |
| 20   | Cees van Burïk    | Norton     |                 |        |
| 21   | George Morgan     | Velocette  |                 |        |
| 22   | Heinz Kauert      | AJS        |                 |        |
| 23   | Dennis Lashmar    | BSA        |                 |        |
| 24   | Anton Elbersen    | AJS        |                 |        |

## Resultados 250cc
Por cuarta vez consecutiva Werner Haas ganó la carrera de 250cc con su renovada NSU Rennmax. Con eso ya se aseguró el título mundial. Su rival Rupert Hollaus podría llegar teóricamente a los cuarenta puntos, pero hubo que eliminar tres resultados. Haas pudo anotar las últimas tres carreras como "0", pero Hollaus tenía que ganarlas todas y luego tuvo que quitar diez puntos. Eso llevó su puntuación máxima a treinta puntos.
| Pos. | Piloto                 | Moto       | Tiempo/Retirado | Puntos |
| ---- | ---------------------- | ---------- | --------------- | ------ |
| 1    | Werner Haas            | NSU        | 1:04"21'3       | 8      |
| 2    | Rupert Hollaus         | NSU        | +46'4           | 6      |
| 3    | Hans Baltisberger      | NSU        |                 | 4      |
| 4    | Ken Kavanagh           | Moto Guzzi |                 | 3      |
| 5    | Hermann Paul Müller    | NSU        |                 | 2      |
| 6    | Arthur Wheeler         | Moto Guzzi |                 | 1      |
| 7    | Walter Reichert        | NSU        |                 |        |
| 8    | Heinrich Thorn-Prikker | Moto Guzzi |                 |        |
| 9    | Helmut Hallmeier       | Adler      |                 |        |
| 10   | Rudolf Stein           | NSU        |                 |        |
| 11   | Alex Mayer             | Moto Guzzi |                 |        |
| 12   | Bill Maddrick          | Moto Guzzi |                 |        |

## Resultados 125cc
Rupert Hollaus ganó la carrera de 125cc en Assen y ya había ganado las tres carreras disputadas hasta ahora. Aun así, su título mundial no estaba del todo asegurado. Hermann Paul Müller subió al segundo lugar del campeonato.
| Pos. | Piloto              | Moto       | Tiempo/Retirado | Puntos |
| ---- | ------------------- | ---------- | --------------- | ------ |
| 1    | Rupert Hollaus      | NSU        | 50"21'7         | 8      |
| 2    | Hermann Paul Müller | NSU        | +8'4            | 6      |
| 3    | Carlo Ubbiali       | MV Agusta  | +28'7           | 4      |
| 4    | Hans Baltisberger   | NSU        |                 | 3      |
| 5    | Werner Haas         | NSU        |                 | 2      |
| 6    | Karl Lottes         | MV Agusta  |                 | 1      |
| 7    | Otto Krebs          | FB Mondial |                 |        |
| 8    | Dick van der Waerdt | Eysink     |                 |        |
| 9    | Willy Scheindhauer  | MV Agusta  |                 |        |
| 10   | Lo Simons           | Matchless  |                 |        |
| 11   | Jaap Kaspers        | Eysink     |                 |        |
| 12   | Wout de Greef       | Grefa      |                 |        |
| 13   | Mobi Vierdag        | Grefa      |                 |        |